# Patrick Fugit
Patrick Raymond Fugit, född 27 oktober 1982 i Salt Lake City, Utah, är en amerikansk skådespelare. Han fick sitt genombrott i filmen Almost Famous (2000) där han spelar den 15-årige William Miller som får följa med bandet Stillwater på turné för att skriva en artikel om dem för Rolling Stone. Sedan dess har Fugit medverkat bland annat i Vit Oleander, Spun och Saved!.

## Filmografi i urval
- 1998 – Myrorna anfaller!
- 2000 – Almost Famous
- 2002 – Vit oleander
- 2002 – Spun
- 2004 – Saved!
- 2004 – Dead Birds
- 2006 – Wristcutters: A Love Story
- 2011 – En ny start
- 2014 – Gone Girl
- 2023 – Love & Death (TV-serie)